# 新河桥
新河桥又名老北门桥，为位于中国江苏省丹阳市市区原老北门外环城河上（今河道已填埋）、今城河路吕叔湘高级中学北侧的一座单孔石拱桥，采用花岗岩砌筑，拱券采用纵联分节并列式，跨度30米，宽5米。该桥初建于元至顺年间，清乾隆十五年（1750年）重修，光绪二十八年（1902年）重建。